# 御嶽教
御嶽教（おんたけきょう）は、木曽御嶽山信仰（御嶽講）を起源とする教派神道（神道十三派）の一つ。奈良県奈良市に教団本部（御嶽山大和本宮）を置く。創始者は下山応助とされている。長野県木曽町に教団本部のある「木曽御嶽本教」としばしば混同されるが、別の団体である。

## 概要
『宗教年鑑　令和6年版』における信者数は、25,380人。長野県木曽郡木曽町に御嶽登拝の安全を祈願するための神殿である木曽大教殿がある。御嶽山を信仰根本道場としている。
江戸時代に覚明が黒沢口登山道、普寛が王滝口登山道を開闢する。1873年（明治6年）に東京・浅草の下山応助が全国の御嶽大神を崇拝する信仰者を集団結合させ、1882年（明治15年）に平山省斎が初代管長となり、教派神道の一派として成立、政府の公認を得た。
経典は「御嶽教経典」と、準経典として「御嶽教神拝詞集」と「御嶽教信仰規範」がある。
祭神は国常立尊、大己貴命、少彦名命の三柱の大神を奉斎主神として「御嶽大神」と奉称し、木曽御嶽山の開闢大道彦たる覚明、普寛の二霊神を崇敬神として「開山霊神」と奉称する。また天神地祇八百万神を配祀神としている。
修験道を起源としているが、仏教色は薄く祭祀も神道に準じている。

## 施設
- 御嶽山大和本宮 (御嶽教大本庁)（奈良県奈良市大渕町3775）
- 御嶽山木曽本宮[2]（長野県木曽町福島和合4412-1）
  - 旧施設・木曽大教殿（長野県木曽町福島新万郡2325）